# Les Larmes d'un homme
Pour plus de détails, voir Fiche technique et Distribution.
Les Larmes d'un homme (The Man Who Cried en version originale, L'Homme qui pleurait au Québec) est un film franco-britannique réalisé par Sally Potter, sorti en 2000, d'une durée de 1 h 40.

## Synopsis

### Première partie: Suzie en URSS
URSS, 1927. Un père aimant joue avec sa fille Fegele, âgée de six ans, dans une forêt russe.
Un compatriote émigré aux États-Unis vient rendre visite à la communauté villageoise, dont tous les habitants sont juifs (il s'agit d'un mir juif) : il leur explique qu'aux États-Unis, les juifs sont libres et ne sont pas persécutés.
Le père de Fegele part aux États-Unis, promettant d'envoyer de l'argent au village. C'est le cœur lourd que le père doit quitter sa fille et que la petite Fegele voit son père s'expatrier.
En 1930, la petite communauté est exterminée, sans doute lors des débuts de la dékoulakisation. Fegele, prise en charge par deux membres de sa famille, s'enfuit précipitamment du village, alors qu'un pogrom débute. Elle n'aura avec elle que deux souvenirs de son histoires familiale : une photo jaunie de son père, et quelques pièces d'or pour faire face aux dépenses futures. La photo jaunie suivra Fegele pendant les 11 années suivantes.
Le trio parvient à quitter l'URSS et à prendre un navire pour la Grande-Bretagne.

### Deuxième partie: Suzie en Grande-Bretagne
Fegele débarque en Grande-Bretagne. Sur le quai, des fonctionnaires accueillent les arrivants. La petite fille reçoit le prénom de Suzan (on l’appellera par la suite Suzie) et est placée en famille d'accueil. 
Les premières semaines, ne comprenant pas la langue anglaise, elle est seule et déboussolée. Dans la classe, on l'appelle « la tsigane » ou « la bohémienne ». Un jour, quand on voit passer dans la rue une caravane de tsiganes, elle reconnaît le mot dont on l'a affublé : elle aussi, comme les tsiganes, est une déracinée, une apatride.
Son enfance et son adolescence ont lieu en Grande-Bretagne. Elle oublie quasiment tout de la religion de ses parents et de la langue yiddish, à l'exception d'une chanson que lui chantait sa mère en yiddish, en l'occurrence une traduction de l'air « Je crois entendre encore » de Georges Bizet.
À 18 ans, en 1939, elle est engagée dans une troupe de danseuses et de chanteuses, et se rend, comme les autres membres de la troupe, en France.

### Troisième partie: Suzie en France
Suzie partage une chambre miteuse avec Lola. Cette dernière, grande blonde aux traits slaves, se lie avec le ténor, prénommé Dante, de la troupe théâtrale. Elle ne tarde pas à devenir sa maîtresse.
Suzie, pour sa part, d'un tempérament renfermé et timide, se lie néanmoins avec César, un tsigane dont elle tombe amoureuse. 
Hélas, les événements tragiques surviennent : les nazis envahissent la Pologne en septembre 1939, puis envahissent la France en juin 1940. Faut-il prendre la fuite comme une partie des parisiens, ou rester sur place ?
Suzie et Lola restent à Paris et assistent à l'arrivée de la Wehrmacht.
Au bout de quelques semaines, les dirigeants nazis se comportent en maîtres de la capitale.
Le ténor Dante chante pour les occupants. Hélas, à la suite d'une violente dispute entre lui et César, au cours de laquelle Suzie avait pris la cause des tsiganes, Dante dénonce Suzie comme étant juive.
Lola, qui a compris que Dante ne l'aimait pas et qu'il allait fatalement la quitter, décide de brusquer les choses, d'autant plus que Suzie est désormais en danger de mort. Lola achète deux billets d'un transatlantique en route pour New York.
Les deux jeunes femmes sont dans le paquebot. Suzie s'enferme dans le mutisme, puisqu'elle a dû quitter en catastrophe César, qu'elle aimait profondément et dont le sort est aléatoire. 
Au cours de la traversée, Lola rencontre un américain assez âgé qui la courtise. Alors qu'elle prend un bain dans la piscine du navire, une attaque de la Luftwaffe a lieu : à la suite de l'attaque de Pearl Harbor, les Allemands sont entrés en guerre contre les États-Unis. Le navire est coulé.
Lola meurt, mais Suzie est sauvée de justesse.
Munie de la seule photo de son père et d'un passeport anglais, elle arrive en émigrée sur le territoire américain.

### Quatrième partie: Suzie aux États-Unis
Suzie débarque à New York. Elle est matériellement aidée par la communauté juive, qui l'aide aussi à retrouver son père. Celui-ci avait appris que le village juif avait été détruit et ses habitants tués. À la suite de cela, il est devenu athée, ne pouvant pas supporter un dieu permettant de telles horreurs. Il a changé son nom et est parti vivre en Californie.
Connaissant la nouvelle identité de son père, Suzie va en Californie.
Elle se rend sur le lieu de travail de son père ; on lui apprend que celui-ci s'est remarié, a eu des enfants, et se trouve à l'hôpital, où il est malade.
Suzie arrive à l'hôpital : elle se présente à son père, qui la reconnaît, et l'appelle du prénom de son enfance, Fegele.
En retour, Suzie chante la chanson « Je crois entendre encore » en yiddish que lui avait apprise sa mère.
Le film se termine sur ces retrouvailles émouvantes entre une fille et son père.

## Fiche technique
- Titre français : Les Larmes d'un homme
- Titre québécois : L'Homme qui pleurait
- Titre original : The Man Who Cried
- Réalisation : Sally Potter
- Assistants réalisateurs : 1) Jérôme Borenstein / 2) Ben Howarth
- Scénario : Sally Potter
- Musique originale : Osvaldo Golijov
- Directeur de la photographie : Sacha Vierny
- Cadreur :Yves Vandermeeren
- Direction artistique : Laurent Ott, Ben Scott
- Décors : Maggie Gray, Philippe Turlure
- Conception des costumes : Lindy Hemming
- Montage : Hervé Schneid
- Ingénieur du son : Jean-Paul Mugel
- Casting : Irene Lamb, Frédérique Moidon
- Producteur : Christopher Sheppard
- Directeurs de production : Rachel Neale, Patrick Millet
- Sociétés de production : Working Title Films, présenté par Canal+ et Universal Pictures, en association avec Adventure Pictures
- Pays :  France,  Royaume-Uni
- Langues : anglais, yiddish, russe, français, italien, romani, roumain
- Format : 35 mm, couleur
- Cadrage : 1,85:1
- Durée : 100 minutes
- Date de sortie : 2000

## Distribution
- Christina Ricci : Fegele / Suzie
- Cate Blanchett (VF : Isabelle Gardien) : Lola
- Johnny Depp (VF : Jean-Michel Fête) : César
- Harry Dean Stanton (VF : Philippe Mercier) : Felix Perlman, le directeur du théâtre
- John Turturro (VF : Laurent Natrella) : Dante Dominio
- Oleg Yankovski : le père de Suzie
- Miriam Karlin : Mme Goldstein, la concierge
- Claudia Lander-Duke : Suzie à six ans
- Danny Scheinman : l'homme en costume
- Anna Tzelniker : sa mère
- Hana Maria Pravda : la grand-mère
- Sue Cleaver : la femme de la Croix Rouge
- Alan David : le professeur gallois
- Manfred Andrae : un officier allemand
- Richard Sammel : l'officier allemand pianiste
- Don Fellows : Joe

- Les chansons chantées par Dante et Suzie en version originale ont été celles de Salvatore Licitra et d'Iva Bittova.

## Tournage
Le film a été tourné du 6 septembre 1999 au 25 novembre 1999
- Bourne Woods, à Farnham, dans le Surrey
- Paris (dont la Place de la Concorde)
- Pontoise (dont la rue de la Harengerie et la rue de l'Hôtel de Ville)

## Anecdote
Lorsque Suzie poursuit, à Paris, les voleurs de sa bicyclette, on peut apercevoir dans l'arrière-plan la tour Eiffel illuminée. Il y a là un anachronisme, puisque les illuminations de la tour Eiffel n'ont débuté qu'en 1986.